# Claude Leclerc (pilote de stock-car)
Pour les articles homonymes, voir Claude Leclerc (homonymie) et Leclerc.

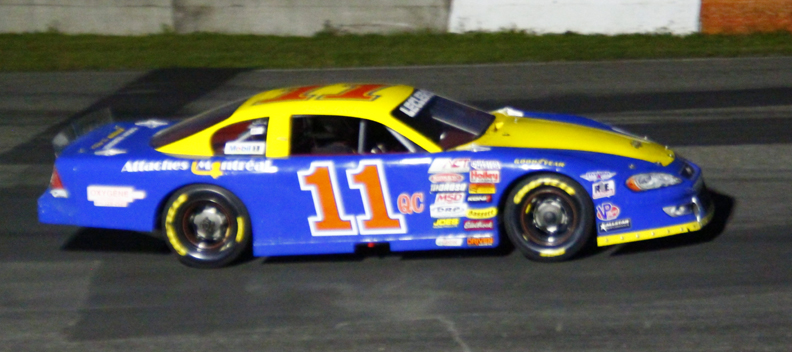
Circuit Riverside Speedway Ste-Croix - 24 août 2013

Claude Leclerc est un pilote de course automobile de type stock-car né le 11 octobre 1941 à Saint-Basile dans la région de Portneuf au Québec, principalement actif dans la Série ACT. Surnommé "l'homme de fer", il a commencé sa carrière en 1976 et dès 1978, se lançait dans le circuit NASCAR North, ancêtre de l'ACT (American Canadian Tour).

## Carrière
Né à Saint-Basile, Claude Leclerc habite à Repentigny. Il est le seul Québécois à avoir remporté une épreuve dite "internationale" sur le Sanair Super Speedway le 5 août 1984.
6 victoires dans l'ACT Pro Stock Tour entre 1979 et 1995. Recordman de la série avec 397 départs. En plus de ses six victoires, il a cumulé 89 top 5 et 228 top 10.
9 fois qualifié pour la prestigieuse course TD Banknorth 250 disputée au Oxford Plains Speedway à Oxford, Maine, l'une des plus importantes courses de stock car sur courtes pistes en Amérique du Nord, terminant 3e en 1983.
Récipiendaire du Don MacTavish Award  en 1990, honneur décerné à un pilote ayant fait preuve d'esprit sportif, de détermination et de dévouement pour son sport. Il est l'un des trois seuls pilotes québécois à avoir mérité cet honneur, les autres étant Jean-Paul Cabana en 1974 et Donald Theetge en 2010.
À 73 ans, il est toujours un pilote régulier de la série ACT. Le 9 juin 2013, il termine 2e d'une épreuve ACT Castrol au Circuit Riverside Speedway Ste-Croix. Le 5 juillet 2014, il prend le départ d'une 500e épreuve sous sanction de l'American Canadian Tour à l'Autodrome St-Eustache, un record.

## Victoires dans les séries NASCAR North et ACT Pro Stock Tour
- 1er mai 1983 Catamount Stadium
- 5 août 1984 Sanair Super Speedway
- 4 mai 1986 Thompson International Speedway
- 16 août 1986 Bryar Motorsports Park
- 4 juillet 1987 Catamount Stadium
- 9 juin 1990 Airborne Park Speedway